# مارك لازار
مارك لازار (بالإنجليزية: Mark Lazar)‏ هو لاعب كرلنغ أمريكي، ولد في 19 يوليو 1977 في توليدو في الولايات المتحدة.

## روابط خارجية
- مارك لازار على موقع الاتحاد الدولي للكرلنغ (الإنجليزية)
- مارك لازار على موقع اللجنة الأولمبية والبارالمبية الأمريكية (الإنجليزية)